# Vincent Richards
Vincent "Vinnie" Richards (20. března 1903 Yonkers – 28. září 1959 New York) byl americký tenista.
Na olympijských hrách v Paříži roku 1924 získal tři medaile, když vyhrál dvouhru a čtyřhru mužů a ve smíšené čtyřhře získal stříbro. Čtyřikrát vyhrál americké profesionální mistrovství (1927, 1928, 1930, 1933). Větších úspěchů dosáhl ovšem ve čtyřhře, v níž pětkrát triumfoval na US Open (1918, 1921, 1922, 1925, 1926, plus dvakrát v mixu: 1919, 1924), jednou ve Wimbledonu (1924) a jednou na Roland Garros (1926). Byl proslulý svými voleji, což ho ke čtyřhře disponovalo. V roce 1961 byl uveden do mezinárodní tenisové síně slávy. Po skončení hráčské kariéry se věnoval obchodu, dotáhl to na viceprezidenta společnosti Dunlop.